# AMOS (granatkastare)
För andra betydelser, se Amos.

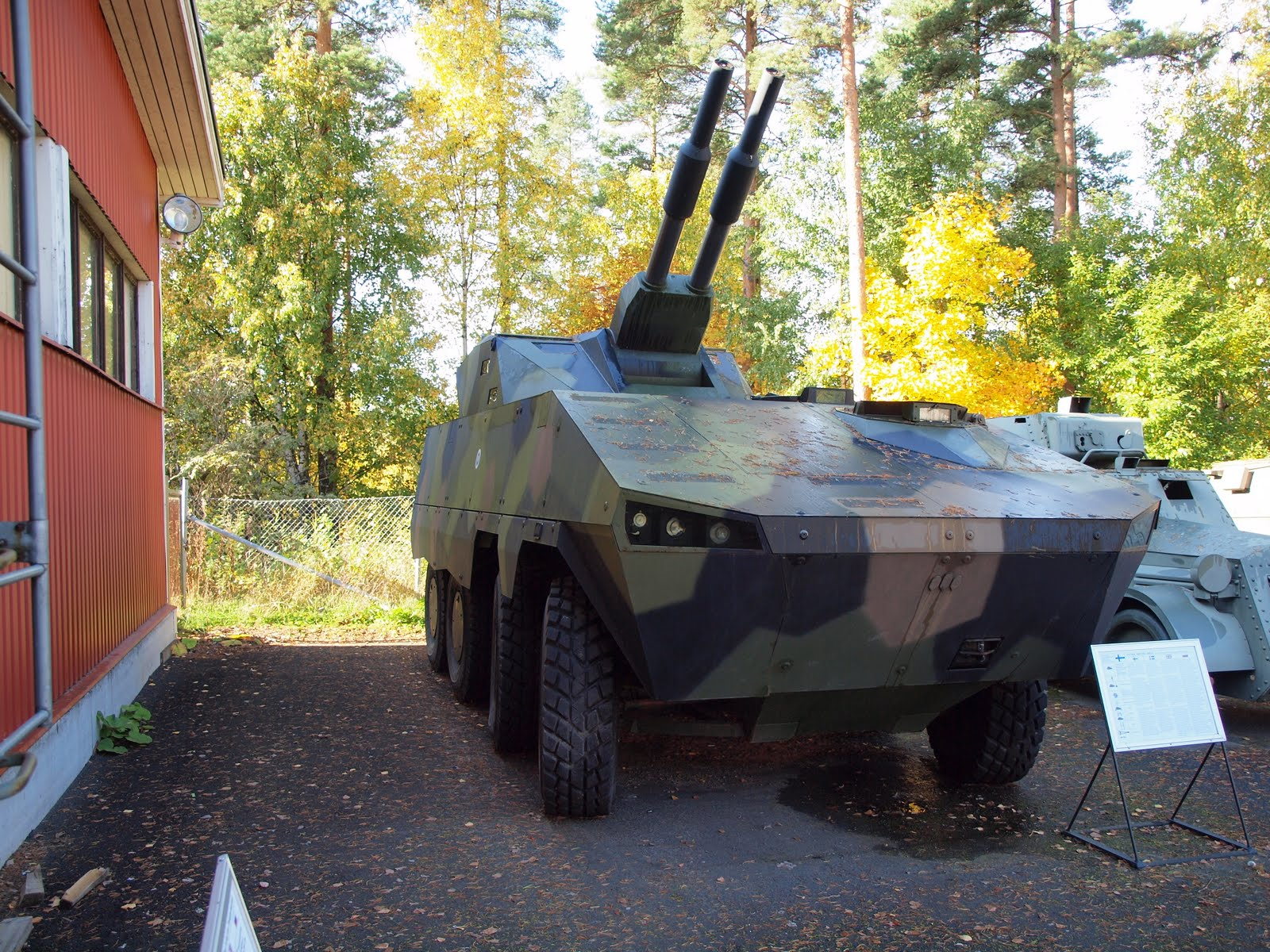
AMOS monterad på en finsk Patria AMV.

AMOS (Advanced Mortar System), av svenska försvaret benämnd SSG 120 (Splitterskyddad granatkastare 120 mm), är ett system för granatkastare som utvecklats i samarbete mellan Sverige och Finland. Projektet började som ett samnordiskt projekt, men efter att Danmark och Norge hoppat av drevs utvecklingen fram av Försvarets materielverk (FMV) i Sverige och Defence Forces Material Command i Finland.
Systemet består av dubbla tornmonterade 120 mm granatkastare, som ska kunna monteras på såväl landbaserade fordon, exempelvis det svenska Stridsfordon 90 och finska Patria AMV, som sjöbaserade farkoster som Stridsbåt 90H samt dess efterföljare Stridsbåt 2010 och de finska Jurmo-klassbåtarna.
Leverantör av systemet är det finsk/svenska företaget Patria Hägglunds, ursprungligen ett samarbete mellan BAE Land Systems Hägglunds och Patria Weapons Systems.
Genomförandegruppen avbröt projektet för att anskaffa AMOS till svenska försvaret, vilket fastställdes i och med försvarsbeslutet 2009. År 2016 tecknades kontrakt om att förse de 40 fordonschassin, som levererats redan åren 2003–2004, med ett annat granatkastarsystem. Dessa levererades till Försvarsmakten åren 2019–2020 och fick beteckningen Granatkastarpansarbandvagn 90, förkortat GrkPbv 90.